# Хлоропласт
Хлоропла́сти — тип пластиди, органела, знайдена в клітинах рослин і деяких водоростей, що не належать до рослин. Хлоропласти поглинають сонячне світло і використовують його разом з водою та вуглекислим газом для отримання енергії для рослини (у формі АТФ) шляхом фотосинтезу. Назва цієї органели походить від грецького слова chloros — «зелений» і plast, що посилається на форму органели та може бути перекладеним як «органела» або «клітина».

## Походження
Хлоропласти — одні з унікальних структур в організмі рослин і, як загалом вважається, утворилися з ціанобактерій шляхом ендосимбіозу. У цьому вони подібні до мітохондрій (які, як вважають, утворилися з альфа-протеобактерій), але хлоропласти є тільки в рослинах та деяких найпростіших. Обидві органели (і хлоропласти, і мітохондрії)) оточені складною оболонкою, зазвичай, подвійною мембраною з міжмембранним простором, мають власну ДНК і залучені до енергетичного метаболізму, обидві мають багато виступів на своїй внутрішній мембрані.
Вважається, що внутрішня мембрана хлоропласту успадкована від мембрани ціанобактерії, а зовнішня — від мембрани травної вакуолі клітини-хазяїна. Геном хлоропласту значно скорочений порівняно з геномом ціанобактерій, що живуть вільно, але наявні частини вказують на спільне походження. Багато з відсутніх генів кодуються в ядерному геномі клітини-хазяїна.
У деяких водоростях (наприклад, гетероконтах) та інших найпростіших (наприклад Euglenozoa і Cercozoa), хлоропласти, здається, з'явилися внаслідок вторинного ендосимбіозу, в якому одна еукаріотична клітина охопила іншу еукаріотичну клітину, що містила хлоропласти, утворюючи хлоропласти з трьома чи  чотирма мембранами. У чотиримембранних хлоропластах між другою та третьою мембранами іноді трапляється невелика органелла — нуклеоморф —, яку вважають редукованим ядром колишньої клітини-симбіонта. Вторинні ендосимбіонти можуть бути захоплені іншою еукаріотичною клітиною, формуючи третинний ендосимбіоз.

## Структура

Будова хлоропласту

Хлоропласти — плоскі диски зазвичай 2-10 мікрометра в діаметрі і 1 мікрометр завтовшки. Зазвичай хлоропласт має дві мембранні оболонки — внутрішню і зовнішню мембрани. Між ними знаходиться міжмембранний простір.
Рідина у хлоропласті (строма) є відповідником цитозолю бактерій і містить дуже маленьку кільцеву ДНК і рибосоми. Більшість їх білків кодуються генами ядра клітини, і, після синтезу, транспортується до хлоропласту.
У межах строми лежить кілька шарів тилакоїдів, суб-органел, де фактично відбувається фотосинтез. Тилакоїд нагадує плоский диск, усередині якого — порожня область, що називається тилакоїдним простором або люменом. Реакція фотосинтезу перебігає на тилакоїдній мембрані, як і в мітохондріях, використовує поєднання мембранного транспорту з біосинтезом.
Декілька шарів тилакоїдів разом називають граном.
У тилакоїдній мембрані перебувають диски молекул хлорофілу (антенні комплекси). Вони допомагають збільшити площу, з якої захоплюється світло. Димер (подвійна молекула) хлорофілу поглинає фотон світла і збуджується. Збуджені електрони з цієї молекули переносяться до фотосинтетичного реакційного центру.

## Хімічний склад
Наявні каротиноїди — 4,5%, білки — 35-55%, ліпіди — 20-30%, вуглеводи - 10%, РНК — 2-3%, ДНК - 0,5% та хлорофіл — 9%.
В хлоропластах сконцентровані 80% Fe, 70% Zn, близько 50% Si.

## Положення

Розташування хлоропласт в клітині

Хлоропласти можуть по різному розташовуватись в клітині. Під сильним світлом вони займають вертикальне положення в клітині вздовж клітинної стінки так, аби на них якомога менше падало світло. Коли світла мало, вони розташовуються в горизонтальній площині аби максимізувати кількість світла, що на них потрапить.[5][джерело?]